# ویلفرید داوید
ویلفرید داوید (اسپانیایی: Wilfried David‎; ۲۲ آوریل ۱۹۴۶ – ۱۵ ژوئن ۲۰۱۵) دوچرخه‌سوار اهل بلژیک بود.
از باشگاه‌هایی که در آن رکاب زده‌است می‌توان به تیم دوچرخه‌سواری فلاندریا، تیم دوچرخه‌سواری پژو، و تیم دوچرخه‌سواری فلاندریا اشاره کرد.